# Maison natale de Žarko Zrenjanin
La maison natale de Žarko Zrenjanin (en serbe cyrillique : Родна кућа Жарка Зрењанина ; en serbe latin : Rodna kuća Žarka Zrenjanina) est située à Izbište, dans la province de Voïvodine, dans la municipalité de Vršac et dans le district du Banat méridional, en Serbie. Elle est inscrite sur la liste des monuments culturels de grande importance de la République de Serbie (identifiant no SK 1098).

## Présentation
Žarko Zrenjanin est né en 1902 à Izbište. Devenu membre du Parti communiste de Yougoslavie en 1927, il a souvent été arrêté pour ses activités révolutionnaires. En 1941, il a participé au soulèvement populaire de la Voïvodine et a été tué en novembre 1942 à Pavliš près de Vršac. Il a été décoré à titre posthume de l'Ordre du Héros national.
Sa maison natale est caractéristique du style pannonien traditionnel. Elle est constituée d'un simple rez-de-chaussée et est construite en matériaux solides. Elle est dotée d'un toit à deux pans recouvert de tuiles minuscules. Les chambres disposent d'un sol en terre battue.